# Tethina soikai
Tethina soikai är en tvåvingeart som beskrevs av Lorenzo Munari 1981. Tethina soikai ingår i släktet Tethina och familjen Canacidae.
Artens utbredningsområde är Senegal. Inga underarter finns listade i Catalogue of Life.